# Klitias

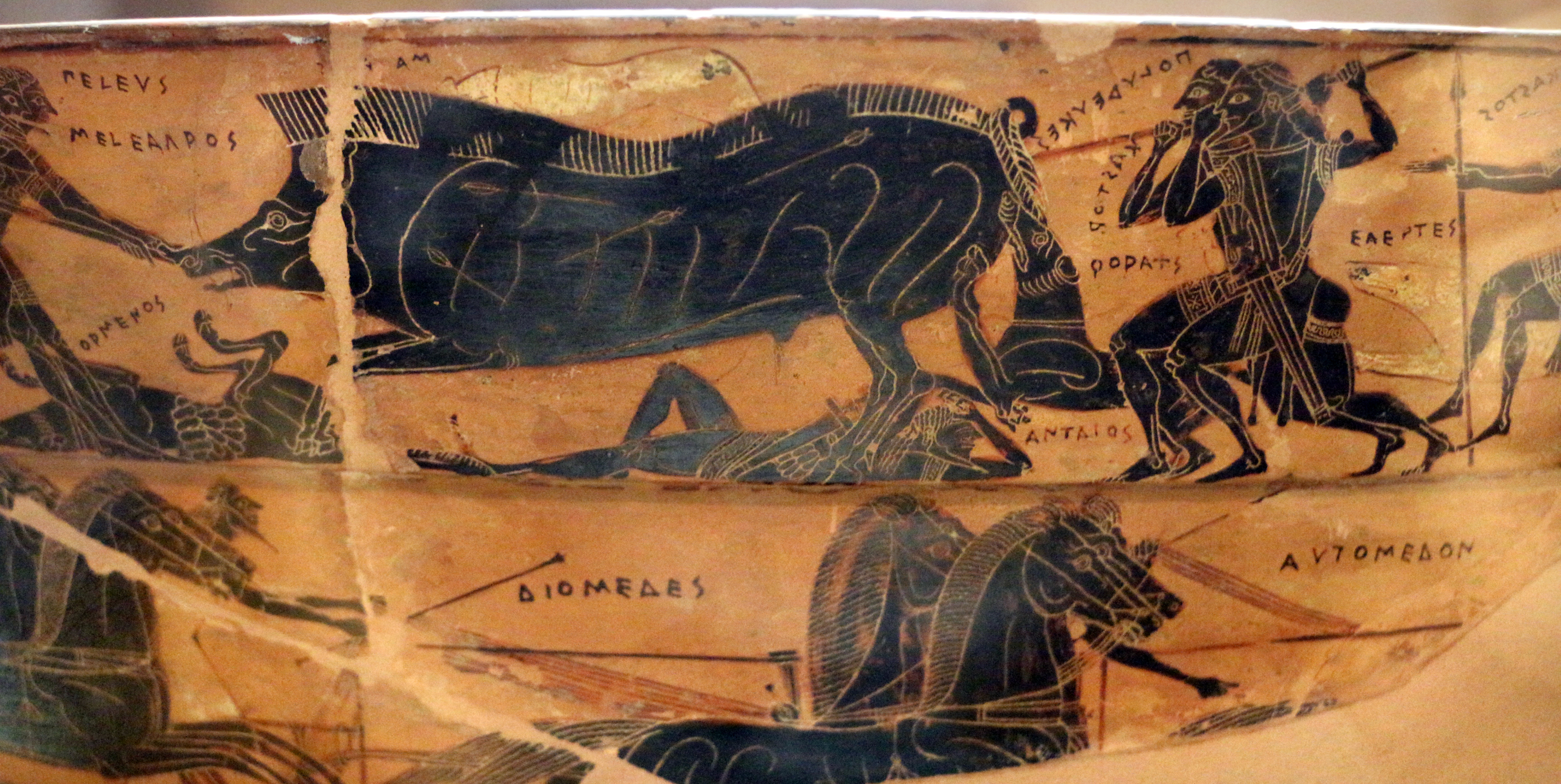
Waza François: scena określona inskrypcjami

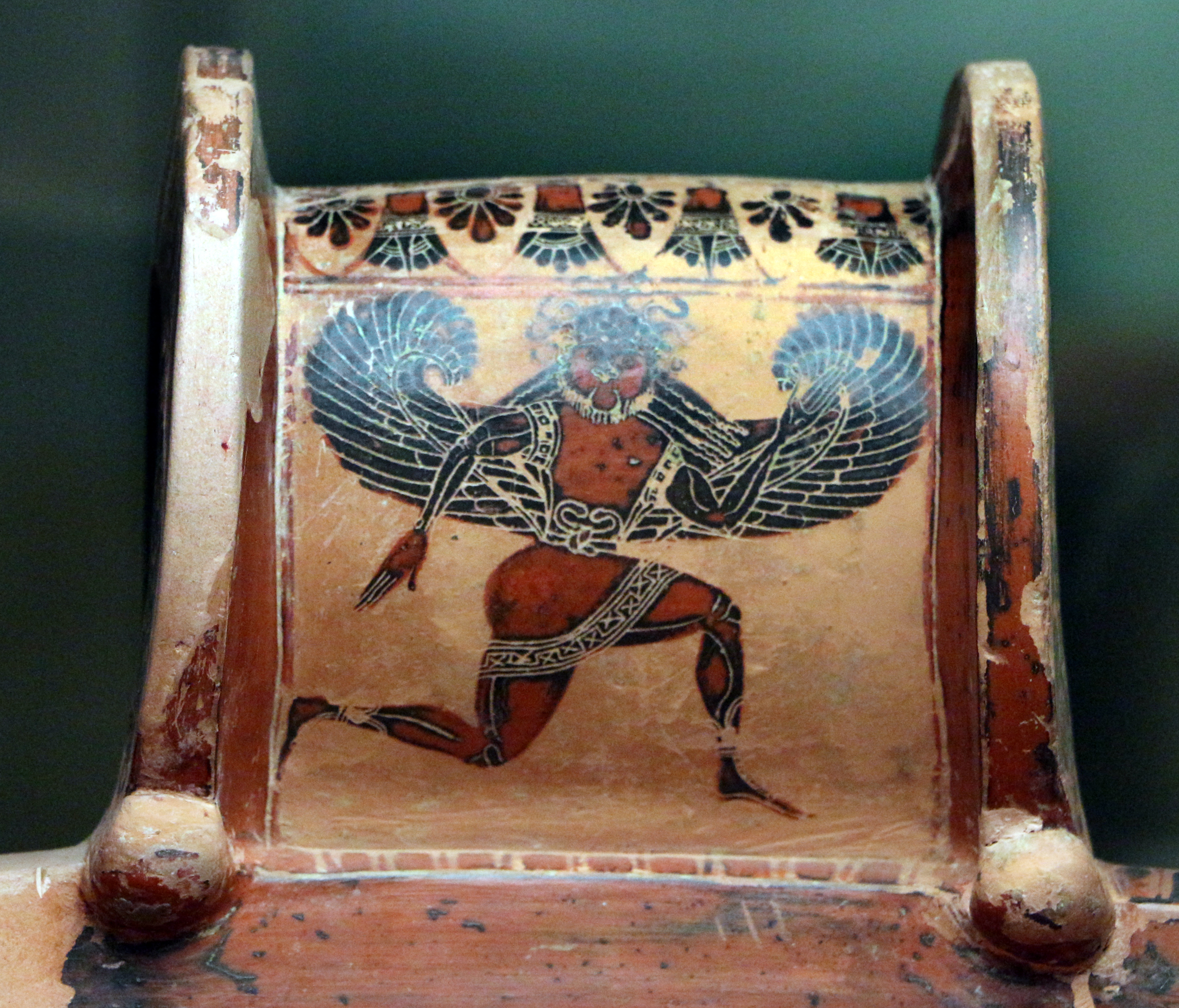
Jedno z typowych przedstawień (Gorgona) na Wazie François

Klitias (Κλειτίας Kleitias; VI w. p.n.e.) – starożytny ateński malarz ceramicznych naczyń czarnofigurowych działający ok. 580-550 p.n.e.

## Działalność
Jeden z najwybitniejszych przedstawicieli stylu (techniki) czarnofigurowego, współpracujący z garncarzem Ergotimosem, z którym wspólnie wykonał podpisaną przez siebie (Kleitias egrapsen) tzw. Wazę François. Przypuszczalnie był uczniem Sofilosa, wraz z którym stanowi dwie wielkie indywidualności artystyczne okresu wczesnego w malarstwie czarnofigurowym. Podobnie jak dla niego, dla Klitiasa charakterystyczne jest staranne podpisywanie wyobrażanych postaci (cecha przejęta z malarstwa korynckiego), niepozostawiające wątpliwości co do przedstawianych scen.
Wzorem nurtu epickich kompozycji Sofilosa, artysta rozwijał swą twórczość w tonie ambitnego, monumentalnego malarstwa historycznego. Stosował wciąż archaiczną konwencję wyobrażania postaci w płaszczyznach najszerszych (tj. głowa, ręce i nogi ujęte z profilu, a tors – z przodu (en face). Dość swobodna kompozycja oraz mistrzowskie opanowanie rysunku, wyrażające się w gestach postaci i dokładności opracowania szczegółów ubiorów, stanowi artystyczną zapowiedź okresu klasycznego waz attyckich. 
Na podstawie charakteru inskrypcji bądź stylistyki przedstawień historycy sztuki przypisują mu pięć waz, dwa kubki i kilka ich fragmentów.